# Черниця (Сілезьке воєводство)
Черниця (пол. Czernica, нім. Czernitz) — село в Польщі, у гміні Гашовиці Рибницького повіту Сілезького воєводства.
Населення — 2157 осіб (2011).
У 1975-1998 роках село належало до Катовицького воєводства.

## Демографія
Демографічна структура станом на 31 березня 2011 року:
|          | Загалом | Допрацездатний вік | Працездатний вік | Постпрацездатний вік |
| -------- | ------- | ------------------ | ---------------- | -------------------- |
| Чоловіки | 1065    | 237                | 718              | 110                  |
| Жінки    | 1092    | 197                | 646              | 249                  |
| Разом    | 2157    | 434                | 1364             | 359                  |